# NGC 3706
NGC 3706 ist eine linsenförmige Galaxie vom Hubble-Typ E-S0 im Sternbild Zentaur am Südsternhimmel. Sie ist schätzungsweise 124 Millionen Lichtjahre von der Milchstraße entfernt.
Das Objekt wurde am 1. Mai 1834 von John Herschel entdeckt.